# Poilly-lez-Gien
Poilly-lez-Gien és un municipi francès, situat al departament del Loiret i a la regió de Centre – Vall del Loira. L'any 2007 tenia 2.279 habitants.

## Demografia

### Població
El 2007 la població de fet de Poilly-lez-Gien era de 2.279 persones. Hi havia 970 famílies, de les quals 250 eren unipersonals (123 homes vivint sols i 127 dones vivint soles), 401 parelles sense fills, 267 parelles amb fills i 52 famílies monoparentals amb fills.
La població ha evolucionat segons el següent gràfic:
Habitants censats

### Habitatges
El 2007 hi havia 1.126 habitatges, 985 eren l'habitatge principal de la família, 67 eren segones residències i 75 estaven desocupats. 1.089 eren cases i 33 eren apartaments. Dels 985 habitatges principals, 826 estaven ocupats pels seus propietaris, 136 estaven llogats i ocupats pels llogaters i 23 estaven cedits a títol gratuït; 2 tenien una cambra, 46 en tenien dues, 212 en tenien tres, 328 en tenien quatre i 397 en tenien cinc o més. 835 habitatges disposaven pel capbaix d'una plaça de pàrquing. A 444 habitatges hi havia un automòbil i a 461 n'hi havia dos o més.

### Piràmide de població
La piràmide de població per edats i sexe el 2009 era:
| Homes | Edats   | Dones |
| ----- | ------- | ----- |
| 0     | 95 o +  | 4     |
| 0     | 90 a 94 | 0     |
| 16    | 85 a 89 | 36    |
| 32    | 80 a 84 | 32    |
| 40    | 75 a 79 | 76    |
| 48    | 70 a 74 | 48    |
| 84    | 65 a 69 | 76    |
| 92    | 60 a 64 | 64    |
| 76    | 55 a 59 | 76    |
| 60    | 50 a 54 | 100   |
| 92    | 45 a 49 | 104   |
| 88    | 40 a 44 | 84    |
| 72    | 35 a 39 | 68    |
| 60    | 30 a 34 | 76    |
| 40    | 25 a 29 | 24    |
| 20    | 20 a 24 | 32    |
| 68    | 15 a 19 | 104   |
| 64    | 10 a 14 | 64    |
| 52    | 5 a 9   | 48    |
| 24    | 0 a 4   | 32    |

## Economia
El 2007 la població en edat de treballar era de 1.381 persones, 1.008 eren actives i 373 eren inactives. De les 1.008 persones actives 951 estaven ocupades (496 homes i 455 dones) i 57 estaven aturades (26 homes i 31 dones). De les 373 persones inactives 182 estaven jubilades, 101 estaven estudiant i 90 estaven classificades com a «altres inactius».

### Ingressos
El 2009 a Poilly-lez-Gien hi havia 1.008 unitats fiscals que integraven 2.357 persones, la mediana anual d'ingressos fiscals per persona era de 19.784 €.

### Activitats econòmiques
Dels 115 establiments que hi havia el 2007, 1 era d'una empresa extractiva, 2 d'empreses alimentàries, 7 d'empreses de fabricació d'altres productes industrials, 24 d'empreses de construcció, 20 d'empreses de comerç i reparació d'automòbils, 4 d'empreses de transport, 10 d'empreses d'hostatgeria i restauració, 1 d'una empresa d'informació i comunicació, 2 d'empreses financeres, 11 d'empreses immobiliàries, 16 d'empreses de serveis, 7 d'entitats de l'administració pública i 10 d'empreses classificades com a «altres activitats de serveis».
Dels 37 establiments de servei als particulars que hi havia el 2009, 1 era una oficina de correu, 3 tallers de reparació d'automòbils i de material agrícola, 4 paletes, 3 guixaires pintors, 4 fusteries, 4 lampisteries, 3 electricistes, 3 perruqueries, 5 restaurants, 6 agències immobiliàries i 1 saló de bellesa.
Dels 4 establiments comercials que hi havia el 2009, 1 era un hipermercat, 1 una botiga de menys de 120 m², 1 una llibreria i 1 una botiga de material de revestiment de parets i terra.
L'any 2000 a Poilly-lez-Gien hi havia 39 explotacions agrícoles que ocupaven un total de 1.512 hectàrees.

## Equipaments sanitaris i escolars
L'únic equipament sanitari que hi havia el 2009 era una farmàcia.
El 2009 hi havia una escola elemental. Poilly-lez-Gien disposava d'un col·legi d'educació secundària amb 445 alumnes.

## Poblacions més properes
El següent diagrama mostra les poblacions més properes.